# Атуотер (Миннесота)
Атуотер (англ. Atwater) — город в округе Кандийохай, штат Миннесота, США. На площади 2,8 км² (2,7 км² — суша, 0,1 км² — вода), согласно переписи 2002 года, проживают 1079 человек. Плотность населения составляет 406,7 чел./км².
- Телефонный код города — 320
- Почтовый индекс — 56209
- FIPS-код города — 27-02692[1]
- GNIS-идентификатор — 0639501[2]